# 175 Andromache
175 Andromache (in italiano Andromaca) è un asteroide discretamente massiccio della fascia principale del sistema solare; si compone di materiali estremamente primitivi.

## Storia
Andromaca fu scoperto dall'astronomo canadese James Craig Watson il 1º ottobre 1877; venne intitolato all'Andromaca della mitologia greca, moglie di Ettore.